# 제5회 광화문국제단편영화제
제5회 광화문국제단편영화제는 2007년 11월 1일에 열린 시상식이다.

## 수상 및 후보

### 대상
- 어느 일요일 - 라두 주데 수상

### 심사위원 특별상
- 사라에 관하여 - 미쉘 포터 수상

### 뉴필름메이커상-해외부문
- 벽 - 뱅자망 두스트 수상

### 뉴필름메이커상-국내부문
- 할매와 매다기 - 윤혜렴 수상

### 단편의 얼굴상
- 자야한다 - 김주리 수상

### 애니멘터리상
- 천년기린 - 원종식 수상

### 아시프 펀드상
- 7인의 초인과 괴물 F - 박종영 수상

### 채널CGV상
- 열정 가득한 이들 - 유승조 수상

### 맥스무비상
- 연기연습 - 이체 수상

### 네이버 인기상
- 자야한다 - 김주리 수상

### 상영작
- 블루 먼데이 - 황정우
- 작별 - 요솀 드 브리스
- 행복 - 소피 바르트
- 포유동물 - 아스트리드 리져
- 도시에 사는 사람들의 공간감 - 김준
- 토미 - 라씨 마르쿠스 킹
- 나는 29살 고등학생이다 - 장종
- 필름 느와르 - 오스버트 파커
- 하지메 - 나와 켄신
- 만남 - 홍성훈
- 살바도르 - 압델라티프 휘다르
- 티셔츠 - 호세인 마르틴 파젤리
- 트라이프 앤 어니언스 - 마르톤 치르마이
- 꿈의 해부 - 조혜진
- 사랑을 원해 - 에두아르 살리에르
- 코시안 - 장재진
- 안테나가 필요해 - 하비 살라
- 사이렌 - 안드라스 노박
- 템포랄 - 파즈 파브레가
- 잊혀짐, 네브라스카 - 찰스 헤인
- 햇살아래 그늘 - 모하마드 고제스타니
- 낚시터의 두 노인 - 루아이리 오브라이언
- 전쟁선포 - 왕뀌젱
- 아메리칸 드림 - 소준범
- 행운을 빌어, 네딤 - 마르코 산틱
- 소원 - 쉐리엔 다비스
- 추억의 한 조각 - 시팃삭 지암폿자막
- 세 명의 여행자 - 얀 튀릭
- 원티드 - 김운기
- 엘비스가 왔을 때 - 안드레아스 티블린
- 너의 거친 숨소리가 좋아 - 최시영
- 나는 존 레논을 만났다 - 조쉬 라스킨
- 메모리 이펙트 - 클라우디아 레만
- 메시지 - 페르난도 프랑코
- 시간의 유령 - 나봇 파푸샤도
- 백미러 - 로익 스투라니
- 희망의 몸짓 - 세르게이 루안치코프
- 안개 - 에밀리오 라모스
- 사이에서 - 호세 E. 이글레시아스 버질
- 캐스팅 - 알로샤 사리
- 숲의 분노 - 제인 쉬어러
- 뒷모습 - 최숭기
- 기억의 재생 - 사샤 워터스
- 연인들 - 호세 루이스 솔리스
- 마티의 생일파티 - 에너벨 머피
- 나의 브로치와 너의 과도 - 박솔
- 소프트 - 사이먼 엘리스
- 스태리 나잇 - 박근표